# ساو ديزيديريو
ساو ديزيديريو هي بلدية في ولاية باهيا في المنطقة الشمالية الشرقية من البرازيل.